# OR10A2
OR10A2 (англ. Olfactory receptor family 10 subfamily A member 2) – білок, який кодується однойменним геном, розташованим у людей на 11-й хромосомі. Довжина поліпептидного ланцюга білка становить 303 амінокислот, а молекулярна маса — 33 817.
| 10         |  | 20         |  | 30         |  | 40         |  | 50         |
| ---------- |  | ---------- |  | ---------- |  | ---------- |  | ---------- |
| MSFSSLPTEI |  | QSLLFLTFLT |  | IYLVTLMGNC |  | LIILVTLADP |  | MLHSPMYFFL |
| RNLSFLEIGF |  | NLVIVPKMLG |  | TLLAQDTTIS |  | FLGCATQMYF |  | FFFFGVAECF |
| LLATMAYDRY |  | VAICSPLHYP |  | VIMNQRTRAK |  | LAAASWFPGF |  | PVATVQTTWL |
| FSFPFCGTNK |  | VNHFFCDSPP |  | VLRLVCADTA |  | LFEIYAIVGT |  | ILVVMIPCLL |
| ILCSYTHIAA |  | AILKIPSAKG |  | KNKAFSTCSS |  | HLLVVSLFYI |  | SLSLTYFRPK |
| SNNSPEGKKL |  | LSLSYTVMTP |  | MLNPIIYSLR |  | NNEVKNALSR |  | TVSKALALRN |
| CIP        |  |            |  |            |  |            |  |            |

A: Аланін

C: Цистеїн

D: Аспарагінова кислота

E: Глутамінова кислота

F: Фенілаланін

G: Гліцин

H: Гістидин

I: Ізолейцин

K: Лізин

L: Лейцин

M: Метіонін

N: Аспарагін

P: Пролін

Q: Глутамін

R: Аргінін

S: Серин

T: Треонін

V: Валін

W: Триптофан

Кодований геном білок за функціями належить до рецепторів, g-білокспряжених рецепторів, білків внутрішньоклітинного сигналінгу. 
Локалізований у клітинній мембрані, мембрані.